# Leroy Chiao
Leroy Chiao (* 28. srpna 1960 Milwaukee, Wisconsin) původně inženýr zaměstnaný u dodavatelů NASA, od ledna 1990 byl americký astronaut čínského původu, člen oddílu astronautů NASA. Do vesmíru se poprvé dostal v roce 1994 na palubě raketoplánu Columbia. Krátkodobé lety Space Shuttlem si ještě dvakrát zopakoval, roku 1996 a 2000. Počtvrté do vesmíru se dostal roku 2004 jako člen Expedice 10 na Mezinárodní vesmírnou stanici (ISS), vzlétl a přistál tentokrát v ruském Sojuzu. Jeho poslední let trval 193 dní, celkem strávil ve vesmíru 229 dní, 8 hodin a 45 minut. V roce 2005 odešel z NASA, o rok později se stal viceprezidentem společnosti Excalibur Almaz.

## Život

### Mládí
Leroy Chiao se narodil v Milwaukee ve státě Wisconsin, dětství prožil v Danville v Kalifornii. Zde také roku 1978 ukončil střední školu. Roku 1983 získal bakalářský titul v oboru chemické inženýrství na Kalifornské univerzitě v Berkeley. Poté studoval stejný obor na Kalifornské univerzitě v Santa Barbaře, magistrem se stal roku 1985, doktorem 1987.
Od roku 1987 pracoval ve společnosti Hexcel, kalifornského dodavatele NASA, v oblasti vývoje a výzkumu materiálů. Podílel se na vývoji kompozitních polymerů určených pro budoucí kosmické teleskopy. Od roku 1989 byl zaměstnán v Lawrence Livermore National Laboratory.

### Astronaut
Roku 1989 se přihlásil do 13. náboru astronautů NASA a k 17. lednu 1990 byl přijat do oddílu astronautů NASA. Absolvoval roční všeobecnou kosmickou přípravu, ve které získal kvalifikaci letový specialista.
Po skončení základního výcviku byl zařazen do posádky letu STS-65. Do vesmíru odstartoval na palubě raketoplánu Columbia 8. července 1994. Raketoplán přistál po 14 dnech, 17 hodinách a 56 minutách letu dne 23. července 1994.

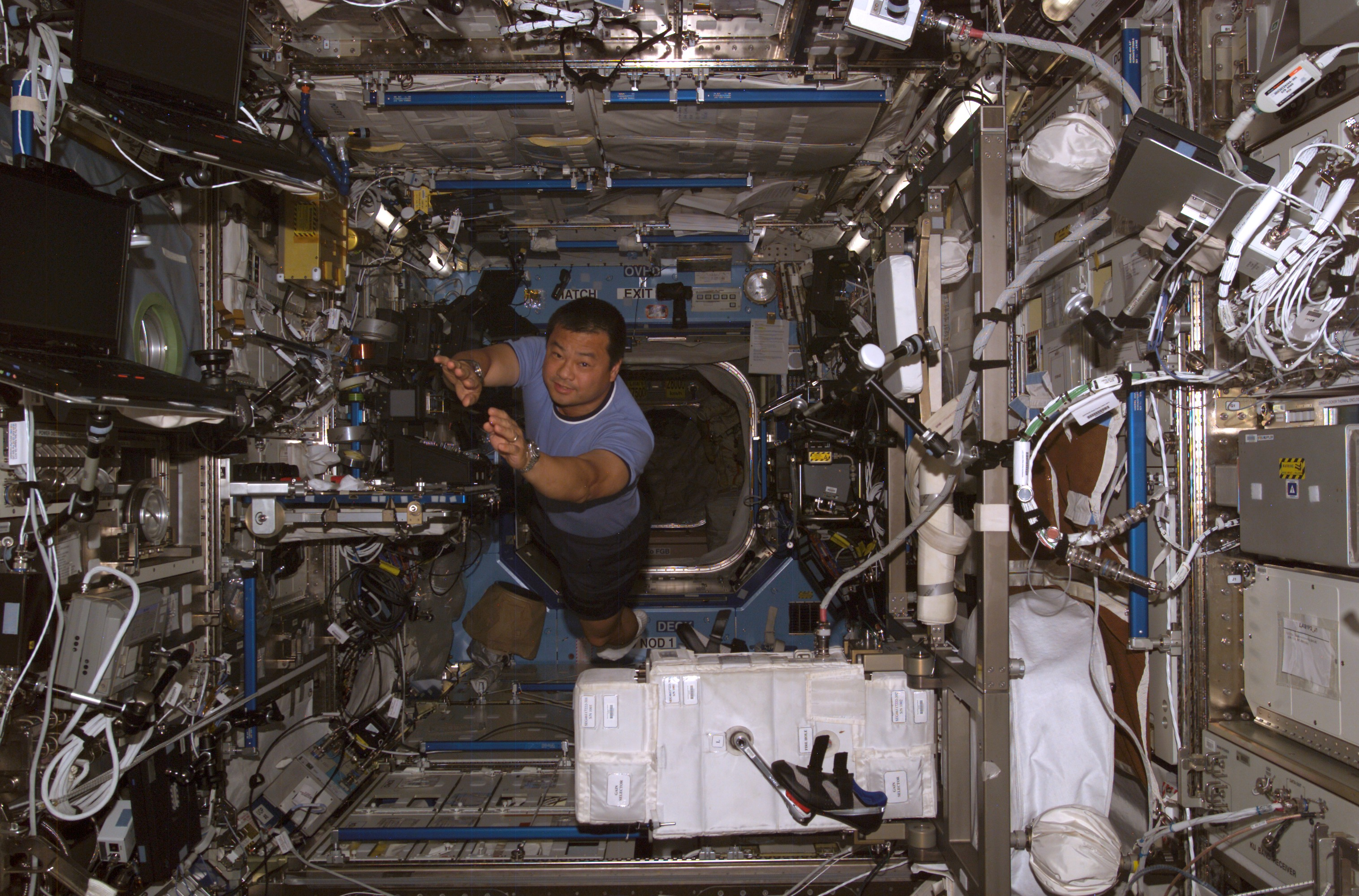
Leroy Chiao na ISS (modul Destiny), 31. října 2004

Ve dnech 11. – 20. ledna 1996 pobýval ve vesmíru podruhé. V průběhu letu STS-72 dvakrát vystoupil do kosmického prostoru, výstupy trvaly 6 hodin 9 minut a 6 hodin 53 minut. Mise raketoplánu Endeavour trvala 8 dní, 22 hodin a 2 minuty.
Potřetí vzlétl do vesmíru na palubě raketoplánu Discovery při letu STS-92 ve dnech 11. až 24. října 2000. Mise pokračovala ve výstavbě Mezinárodní vesmírné stanice (ISS). Během letu opět dvakrát vystoupil do vesmíru, dohromady na 13 hodin a 16 minut.

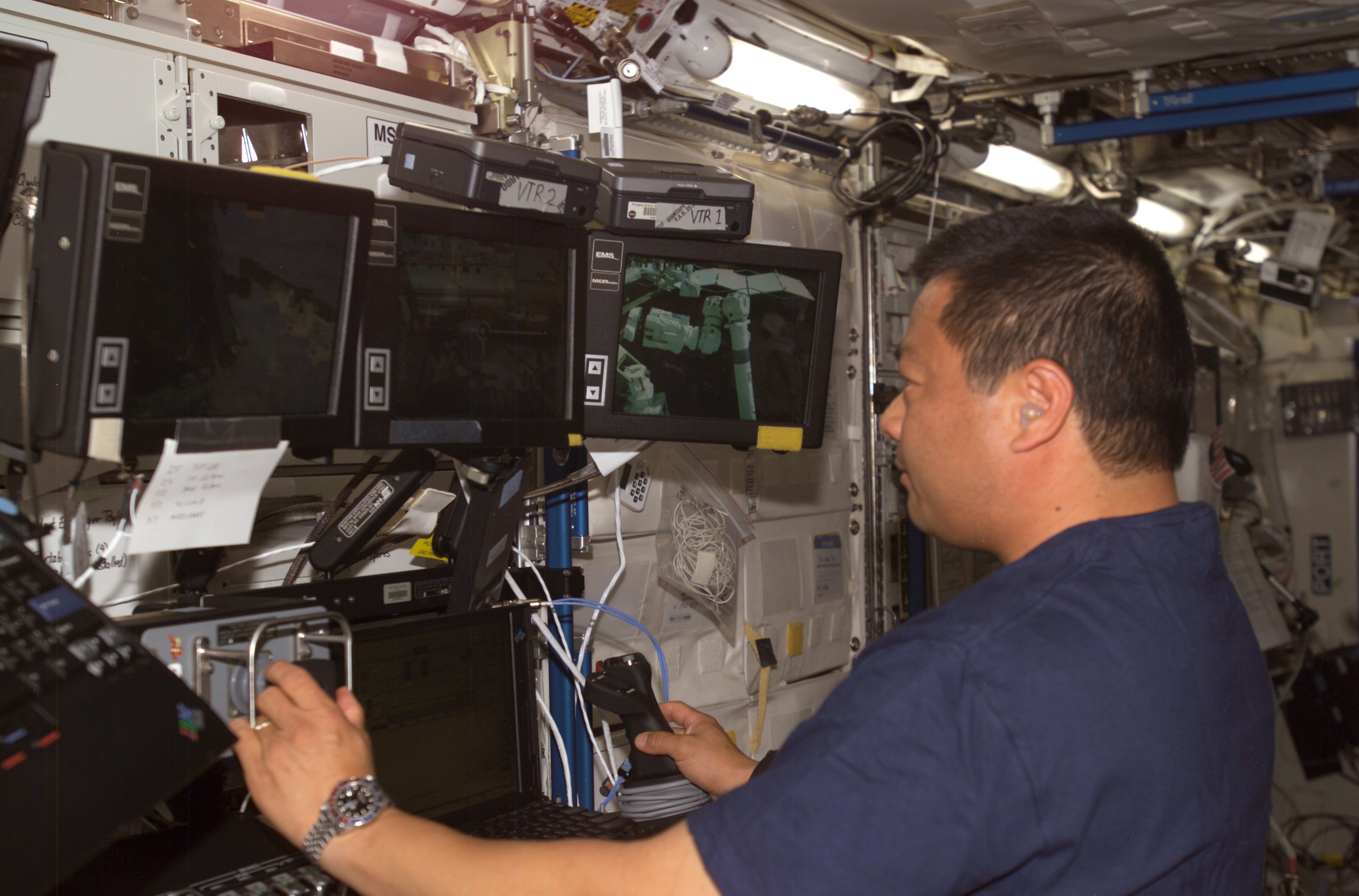
Chiao pracuje s kanadskou rukou, ISS (modul Destiny), 18. října 2004

V březnu 2001 byl jmenován velitelem záložní posádky Expedice 8 na ISS. Koncem roku 2002 se současně stal velitelem Expedice 10. Po havárii Columbie byly ale plány změněny. Nakonec od listopadu 2003 zahájil výcvik jako velitel záložní posádky Expedice 9 a hlavní posádky Expedice 10, v páru s palubním inženýrem Saližanem Šaripovem.
Počtvrté vzlétl do vesmíru 14. října 2004 v ruském Sojuzu TMA-5. Na ISS pracoval společně s Šaripovem. Během pobytu na ISS dvakrát vystoupil do vesmíru, celkem na rovných 10 hodin. Dvojice Chiao, Šaripov přistála 25. dubna 2005 po 192 dnech, 19 hodinách a 2 minutách letu.
V roce 2004 se stal prvním člověkem, který volil v amerických prezidentských volbách z vesmíru.
V roce 2005 byl první, kdo vyfotografoval z vesmíru Velkou čínskou zeď.

## Po letech
V říjnu 2005 odešel z NASA i oddílu astronautů. Pracoval ve společnosti Sachi Koto Communications. Roku 2006 se stal viceprezidentem společnosti Excalibur Almaz, připravující kosmické lety lodí odvozené od sovětské lodě TKS.
Chiao je zkušený pilot s náletem 2600 hodin.